# 1 Aliancka Armia Powietrznodesantowa
1 Aliancka Armia Powietrznodesantowa (ang. First Allied Airborne Army) – aliancka formacja wojskowa utworzona 2 sierpnia 1944 r. z rozkazu gen. Dwighta Eisenhowera, Naczelnego Dowódcy Alianckich Sił Ekspedycyjnych. Formacja wchodziła w skład Alianckich Sił Ekspedycyjnych i kontrolowała wszystkie alianckie wojska powietrznodesantowe w Europie Zachodniej od sierpnia 1944 r. do maja 1945 r. Należały do nich: IX Dowództwo Transportu Piechoty, amerykański XVIII Korpus Powietrznodesantowy, który obejmował 17, 82 i 101 Dywizję Powietrznodesantową oraz szereg samodzielnych amerykańskich jednostek powietrznodesantowych, wszystkie brytyjskie siły powietrznodesantowe, w tym 1 i 6 Dywizję Powietrznodesantową oraz polską 1 Samodzielną Brygadę Spadochronową.
Od czasu powstania do końca II wojny światowej formacja  ta przewodziła alianckimi siłami powietrznodesantowymi, które brały udział w największych alianckich ofensywach przez północno-zachodnią Europę, w tym operacji Market-Garden we wrześniu 1944 r., odparciu niemieckiej kontrofensywy w Ardenach między grudniem 1944 r. a styczniem 1945 r. oraz w operacji Varsity w marcu 1945 r. Formacja została oficjalnie rozwiązana 20 maja 1945 r., a brytyjskie jednostki wchodzące w jej skład powróciły do Wielkiej Brytanii, podczas gdy amerykańskie dywizje zostały przemianowane na 1 Armię Powietrznodesantową (ang. First Airborne Army) i przejęły kontrolę nad amerykańskim sektorem okupacyjnym w Berlinie.

## Formowanie

### Zalecenie dla utworzenia formacji
Gen. Dwight Eisenhower, Naczelny Dowódca Alianckich Sił Ekspedycyjnych, uważał, że konieczne jest istnienie zunifikowanego dowództwa z uprawnieniami do koordynowania wszystkich jednostek powietrznodesantowych oraz jednostek transportu piechoty drogą powietrzną, bezpośrednich operacji powietrznodesantowych i dowodzenia jednostkami armii, marynarki oraz sił powietrznych. Organizacja opierałaby się na modelu zmodyfikowanej kwatery głównej korpusu i byłaby dowodzona przez wysokiego rangą oficera Sił Powietrznych Armii Stanów Zjednoczonych (USAAF). 20 maja 1944 r. podsekcja Naczelnego Dowództwa Alianckich Sił Ekspedycyjnych (SHAEF) zaleciła zjednoczenie wszystkich brytyjskich i amerykańskich sił powietrznodesantowych w ramach jednej formacji; jednostki transportujące żołnierzy pozostałyby jednak niezależne i pod kontrolą Alianckich Ekspedycyjnych Sił Powietrznych (AEAF). To zalecenie zostało wysłane do 12 Grupy Armii, 21 Grupy Armii i AEAF.

### Sprzeciw oraz wsparcie
Zalecenie utworzenia zjednoczonej armii powietrznodesantowej zostało skrytykowane i sprzeciwił mu się szef sztabu 12 Grupy Armii, gen. Leven Cooper Allen. Allen argumentował, że większa liczebność amerykańskich wojsk powietrznodesantowych, różnice w wyposażeniu i personelu pomiędzy formacjami brytyjskimi i amerykańskimi oraz fakt, że dostępne samoloty transportowe były w stanie przewieźć całkowitą liczbę amerykańskich żołnierzy wojsk powietrznodesantowych, ale już nie brytyjskich, wszystko to oznaczało, że nie było potrzeby jednolitego dowodzenia zarówno amerykańskimi, jak i brytyjskimi siłami powietrznodesantowymi.
Królewskie Siły Powietrzne były samodzielnym rodzajem sił zbrojnych, w przeciwieństwie do USAAF, a starsi dowódcy brytyjskich sił powietrznodesantowych byli zaniepokojeni wizją znalezienia się pod dowództwem oficerów Sił Powietrznych, bo RAF mógłby użyć ich później tego faktu jako precedensu dla dalszego dowodzenia brytyjskimi wojskami powietrznodesantowymi. Oficerowie AEAF zgłosili dalsze zastrzeżenia dotyczące problemów administracyjnych związanych z przydzieleniem jednostek RAF do proponowanej połączonej kwatery głównej. Dowódca AEAF, marsz. Trafford Leigh-Mallory, argumentował, że należy postępować zgodnie z pierwotną rekomendacją – jednocząc amerykańskie i brytyjskie siły powietrznodesantowe, ale pozostawiając jednostki transportu piechoty pod dowództwem AEAF.
Ostatecznie 21 Grupa Armii i AEAF zgodziły się na zalecenie, sugerując jedynie kilka drobnych zmian, które trzeba wprowadzić, a 17 czerwca gen. Harold R. Bull, zastępca szefa sztabu, operacji i planów (G-3) SHAEF, zalecił utworzenie połączonej kwatery głównej wojsk powietrznodesantowych, choć takiej, która nie kontrolowałaby jednostek transportu piechoty.

### Powołanie Brereton i aktywacja formacji

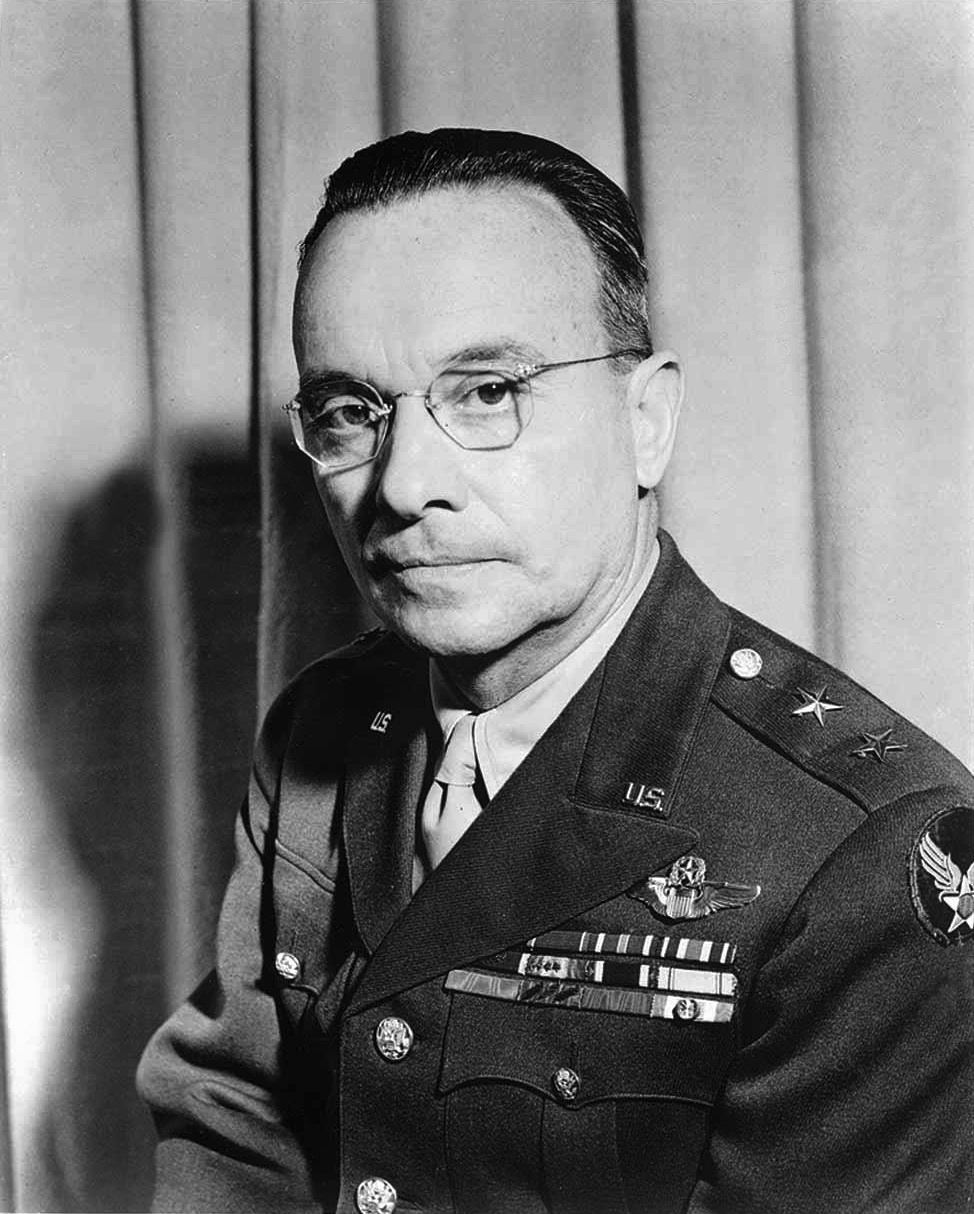
Gen. Lewis Brereton

Pomimo sprzeciwów, Eisenhower pozostał przekonany o potrzebie istnienia jednego zjednoczonego dowództwa, które kontrolowałoby zarówno siły powietrznodesantowe, jak i jednostki transportu piechoty, dlatego przedstawił swoją propozycję w wiadomościach do gen. George'a Marshalla i gen. Henry'ego Arnolda z prośbą o wyznaczenie oficera USAAF na dowódcę zjednoczonej kwatery głównej. Marshall poprosił jednak o dalsze wyjaśnienie roli dowódcy, pytając, czy będzie on po prostu funkcjonował jako dowódca korpusu dywizji powietrznodesantowych, czy dowodził wszystkimi wojskami powietrznodesantowymi i naziemnymi, a także kto będzie dowodził siłami powietrznodesantowymi po wylądowaniu i wejściu do walki. Po wielu dyskusjach trzej generałowie zgodzili się, że dowódca sił powietrznych kontrolowałby wszystkie siły powietrznodesantowe, dopóki sytuacja na ziemi nie umożliwi normalnego wsparcia logistycznego dla zaangażowanych sił, a wtedy dowództwo powróci do dowódcy naziemnego.
Po rozwiązaniu problemów z podziałem dowództwa zaczęły się poszukiwania wykwalifikowanego personelu, który mógłby służyć w kwaterze głównej. Departament Wojny Stanów Zjednoczonych wskazał, że część personelu z Airborne Center w Camp Mackall będzie dostępna dla nowej kwatery głównej, a kiedy sztab 2 Brygady Powietrznej zostanie rozwiązany, jej personel będzie przeniesiony do nowej jednostki. Ponadto Strategiczne Siły Powietrzne Stanów Zjednoczonych w Europie przydzieliłyby dziesięciu oficerów i pięćdziesięciu żołnierzy.
Po dyskusji pomiędzy Eisenhowerem, Arnoldem i Marshallem postanowiono, że pierwszym dowódcą formacji będzie gen. USAAF Lewis Brereton, który dowodził 9 Armią Powietrzną. Kiedy Brereton dowiedział się o swojej nominacji 17 lipca, podczas konferencji z dowódcą USAAF, gen. Carlem Spaatzem, początkowo nie był przekonany o zaletach połączonej kwatery głównej, sugerując zamiast tego przydzielenie wszystkich amerykańskich sił powietrznodesantowych pod dowództwo 9 Armii Powietrznej, ale Eisenhower odmówił.
Po tym, jak Brereton zgodził się na powołanie go na to nowe stanowisko, I Aliancka Armia Powietrznodesantowa została oficjalnie aktywowana 2 sierpnia 1944 r.

### Nazwa i struktura
Brereton zalecił zmianę nazwy połączonej kwatery głównej na „I Aliancką Armię Powietrznodesantową”, która została zatwierdzona przez Eisenhowera 16 sierpnia po krótkim okresie sprzeciwu wyrażanego przez gen. Bulla, który twierdził, że taka nazwa byłaby myląca, ponieważ uważał, że nie ma planów do wykorzystywania tej formacji jako armii. Nowa formacja otrzymała kontrolę operacyjną nad IX Dowództwem Transportu Piechoty, XVIII Korpusem Powietrznodesantowym oraz brytyjskim I Korpusem Powietrznodesantowym i wszystkimi ich jednostkami podległymi. Jednostki transportu piechoty RAF miały być przydzielone w razie potrzeby.
Jako dowódca I Alianckiej Armii Powietrznodesantowej, Brereton był bezpośrednio odpowiedzialny przed SHAEF i generałem Eisenhowerem. Do jego obowiązków należało szkolenie i przydzielanie obiektów, opracowywanie nowego sprzętu powietrznego, konsultacje z głównymi dowódcami AEAF i alianckich sił morskich oraz planowanie i wykonywanie operacji w powietrzu.

## Szlak bojowy

### Anulowane operacje we Francji
W sierpniu 1944 r. siły amerykańskie pod dowództwem gen. Omara Bradleya rozpoczęły operację Cobra, mającą na celu umożliwienie siłom alianckim wyrwanie się z Normandii po kilku miesiącach powolnego postępu przeciwko umocnionej, niemieckiej obronie. Operacja zakończyła się sukcesem, pomimo gwałtownego niemieckiego kontrataku z 7 sierpnia pod kryptonimem Lüttich, a wiele niemieckich dywizji zostało uwięzionych w pobliżu Falaise w tak zwanym kotle Falaise. Następnie alianci zaczęli szybkie natarcie w głąb Francji.
Pod koniec sierpnia i na początku września zaplanowano kilka operacji powietrznodesantowych dla I Alianckiej Armii Powietrznodesantowej w celu wsparcia szybkiego postępu alianckich sił lądowych.
- Operacja Transfigure miała na celu zlikwidowanie luki pomiędzy Orleanem a Paryżem w celu zablokowania odwrotu sił niemieckich. Operacja została jednak anulowana, zanim mogła się rozpocząć, gdy siły alianckie zajęły Dreux, miasto, które było planowanym miejscem zrzutu sił powietrznodesantowych. Obawy gen. Eisenhowera, że taka operacja spowodowałaby zbyt duże obciążenie dla ograniczonego transportu naziemnego dostępnego dla sił alianckich, również przyczyniły się do decyzji o jej anulowaniu[13].
- Operacja Axehead miała na celu przejęcie mostów nad Sekwaną w celu wsparcia wysiłków 21 Grupy Armii.
- Operacja Boxer dotyczyła zdobycia Boulogne przy użyciu tych samych sił, co w planach operacji Transfigure.
- Operacja Linnet przewidywała przejęcie przeprawy wokół Tournai i stworzenie przyczółka nad rzeką Skalda, który odciąłby dużą liczbę wycofujących się formacji niemieckich w podobny sposób jak w przypadku operacji Transfigure.
- Operacja Linnet II miała na celu desantowanie sił w rejonie Akwizgranu i Maastricht w celu odcięcia wycofujących się sił niemieckich.
- Operacja Infatuate polegałaby na wylądowaniu sił na wyspie Walcheren, aby pomóc w otwarciu portu w Antwerpii, odcinając wszelkie niemieckie próby odwrotu przez ujście rzeki Skaldy.
- Operacja Comet przewidywała wykorzystanie brytyjskiej 1 Dywizji Powietrznodesantowej wraz z polską 1 Samodzielną Brygadą Spadochronową, aby zabezpieczyć kilka mostów nad Renem i pomóc aliantom w przeniesieniu ofensywy lądowej na Nizinę Północnoniemiecką. Jednak kilka dni złej pogody i obawy związane z rosnącym poziomem niemieckiego oporu spowodowały odwołanie operacji 10 września.

Większość operacji została anulowana z powodu szybkiego tempa natarcia alianckich sił lądowych w miarę ich postępu przez Francję i Belgię, ponieważ nie dawało I Alianckiej Armii Powietrznodesantowej wystarczającego czasu na zaplanowanie operacji i rozmieszczenie jej sił, zanim cele zostały zdobyte przez siły lądowe. Sytuacja zmieniła się jednak w połowie września, gdy siły alianckie zetknęły się z granicą niemiecką i linią Zygfryda oraz napotkały na znaczny niemiecki opór, a siły Wehrmachtu zaczęły tworzyć zorganizowane pozycje obronne, zaś tempo ofensywy alianckiej zwolniło.

### Operacja Market Garden

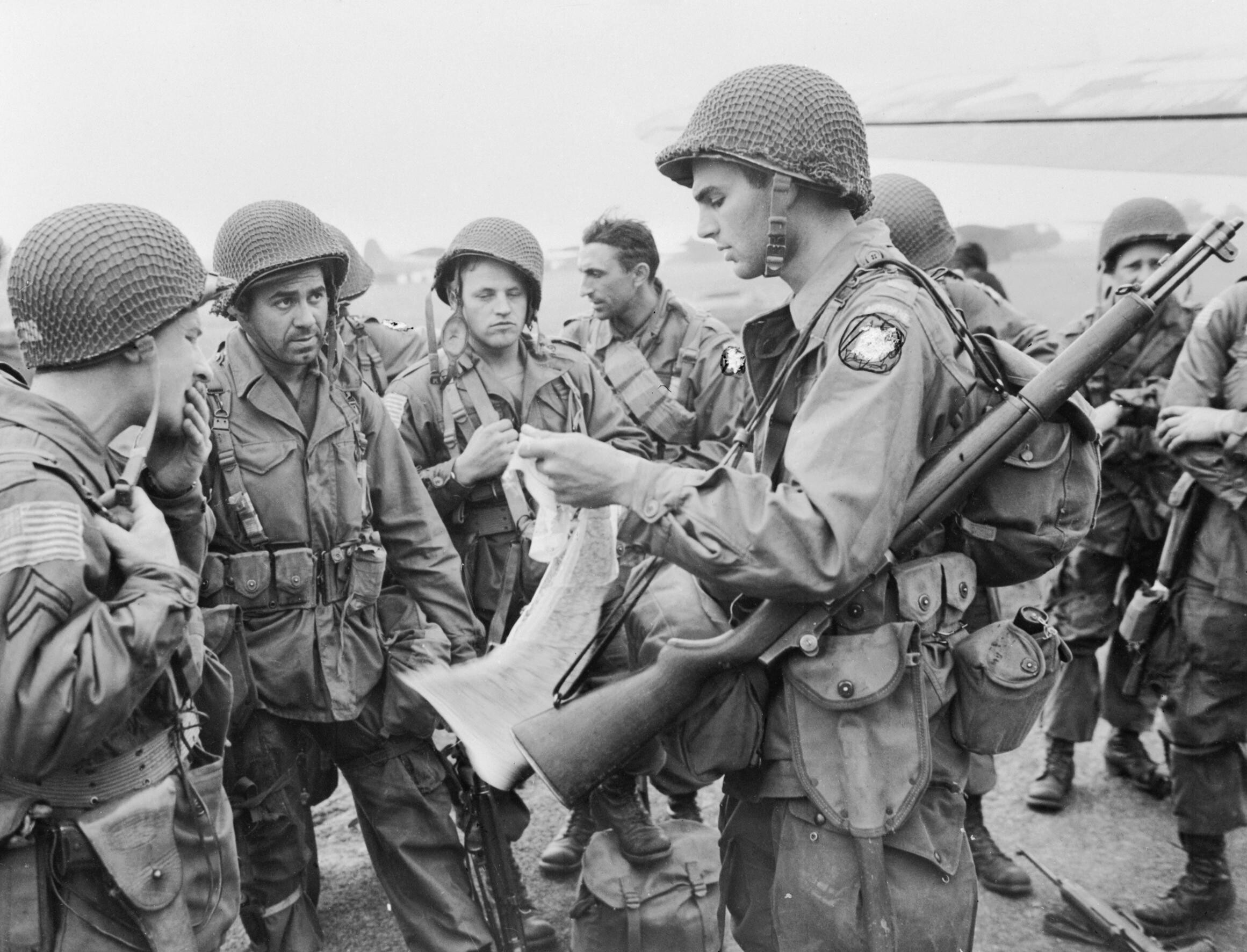
Amerykańscy spadochroniarze I Alianckiej Armii Powietrznodesantowej, 17 września 1944 r.

Operacja Market-Garden była rozszerzoną wersją anulowanej operacji Comet, wykorzystującą trzy dywizje I Alianckiej Armii Powietrznodesantowej (amerykańska 101 i 82 Dywizja Powietrznodesantowa oraz brytyjska 1 Dywizja Powietrznodesantowa).
Motorem opracowania planów operacji Market Garden był marsz. Bernard Law Montgomery, który nie zgodził się ze strategią „szerokiego frontu” preferowaną przez Eisenhowera, w której to wszystkie armie alianckie w Europie Północno-Zachodniej miały nacierać jednocześnie. Montgomery uważał, że należy skierować jeden, skoncentrowany atak na siły niemieckie. Wojska alianckie pod ogólnym dowództwem Montgomery'ego przemieszczałyby się przez Niderlandy nad rzekami po przeprawach mostowych przechwyconych przez siły powietrznodesantowe, oskrzydliłyby linię Zygfryda, wkroczyły na Nizinę Północnoniemiecką i utworzyły północne ramię manewru okrążającego na Ruhrze.
Operacja Market Garden składała się z dwóch podoperacji: „Market” – atak powietrznodesantowy w celu zdobycia kluczowych mostów, który został przeprowadzony przez I Aliancką Armię Powietrznodesantową oraz „Garden”, atak naziemny wykonany przez brytyjską 2 Armię, głównie XXX Korpus.
W toku operacji udało się wyzwolić holenderskie miasta Eindhoven i Nijmegen. Nie udało się jednak osiągnąć strategicznego celu, jakim było umożliwienie brytyjskiej 2 Armii przejścia nad Górnym Renem przez most w Arnhem. 1 Dywizja Powietrznodesantowa, której powierzono zadanie zdobycia Arnhem, została ewakuowana 25 września 1944 r. pod osłoną polskiej 1 Samodzielnej Brygady Spadochronowej, po poniesieniu ciężkich strat.

### Bitwa o Ardeny
Po niepowodzeniu operacji Market-Garden aliancka ofensywa została zatrzymana i zastąpiona kilkumiesięczną niemal statyczną walką z broniącymi siłami niemieckimi, przy czym nie planowano ani nie realizowano żadnych operacji powietrznodesantowych. Okres zastoju na froncie został jednak przerwany, kiedy Niemcy rozpoczęli wielką ofensywę na rozkaz Adolfa Hitlera. Operacja „Straż na Renie” rozpoczęła się 16 grudnia 1944 r., gdy trzy armie niemieckie zaatakowały Ardeny, a setki tysięcy żołnierzy niemieckich i czołgi przedarły się przez alianckie linie w sektorze amerykańskim. Operacja całkowicie zaskoczyła siły Sprzymierzonych, przez co kilka jednostek pod zwierzchnictwem I Alianckiej Armii Powietrznodesantowej zostało zaangażowanych w zatrzymanie, a następnie odparcie ofensywy; były to przede wszystkim 101, 82 i 6 Dywizja Powietrznodesantowa.
Po zakończeniu udziału tych jednostek w odpieraniu niemieckiego kontrataku w Ardenach między grudniem 1944 r. a styczniem 1945 r. siły powietrznodesantowe I Alianckiej Armii Powietrznodesantowej nie wzięły udziału w kolejnej operacji bojowej aż do marca.

### Operacja Varsity
Do marca 1945 r. armie alianckie wkroczyły na terytorium Niemiec i dotarły do Renu. Ren stanowił poważną naturalną przeszkodę dla natarcia aliantów, ale jego przekroczenie umożliwiłoby Sprzymierzonym dostęp do Niziny Północnoniemieckiej i ostateczne dotarcie do Berlina oraz innych dużych miast w północnych Niemczech. Marsz. Bernard Montgomery, dowodzący brytyjską 21 Grupą Armii, opracował plan sforsowania Renu przez siły pod jego dowództwem, pod kryptonimem Plunder, a także plan dla I Alianckiej Armii Powietrznodesantowej, której zadaniem było wspieranie natarcia lądowego w operacji Varsity.
Początkowo trzy dywizje powietrznodesantowe zostały przydzielone do wzięcia udziału w operacji Varsity: brytyjska 6-ta oraz amerykańska 13-ta i 17-ta, podległe amerykańskiemu XVIII Korpusowi Powietrznodesantowemu. Okazało się jednak, że 13 Dywizja Powietrznodesantowa nie będzie mogła wziąć udziału w operacji, ponieważ dostępna liczba samolotów transportowych wystarcza do transportu tylko dwóch dywizji. W związku z tym plan operacji został zmieniony, wykorzystując jedynie brytyjską 6 i amerykańską 17 Dywizję Powietrznodesantową.
Wyciągając wnioski z porażki operacji Market-Garden, plan operacji Varsity zmieniał całkowicie taktykę armii powietrznodesantowej:
- Siły powietrznodesantowe zostały zrzucone na stosunkowo niewielką odległość za liniami niemieckimi, dzięki czemu posiłki lądowe były w stanie połączyć się z nimi w krótkim czasie.
- Dwie dywizje powietrznodesantowe zostały zrzucone jednocześnie w jednej fali, zamiast być zrzucane przez kilka dni, jak miało to miejsce podczas operacji Market Garden. Z tego powodu operacja Varsity była największą operacją powietrznodesantową z jednym zrzutem przeprowadzoną podczas II wojny światowej.
- Zrzuty zapasów dla sił powietrznodesantowych zostały wykonane tak szybko, jak to możliwe, aby zapewnić odpowiednie zaopatrzenie dla żołnierzy podczas walki[18]
- Oddziały powietrznodesantowe zostały zrzucone po pierwszych desantach amfibijnych[19].

Siły lądowe biorące udział w operacji Plunder rozpoczęły atak o godzinie 21:00 w dniu 23 marca 1945 r. i w ciągu nocy zabezpieczyły wiele przyczółków na wschodnim brzegu Renu. Dwie dywizje powietrznodesantowe zostały następnie wysłane do przeprowadzenia operacji Varsity, lądując o godzinie 10:00 w dniu 24 marca 1945 r. w pobliżu miasta Hamminkeln. Wyznaczono im szereg celów: zajęcie lasu Diersfordter, przez który przebiegała droga łącząca kilka miast; zabezpieczenie kilku mostów nad rzeką IJssel i zdobycie miasta Hamminkeln.
Wszystkie cele zostały zdobyte i utrzymane w przeciągu kilku godzin od rozpoczęcia operacji, a do zmroku 24 marca 15 Szkocka Dywizja Piechoty połączyła się z elementami 6 Dywizji Powietrznodesantowej. Do 27 marca alianci mieli czternaście dywizji na wschodnim brzegu rzeki. Gen. Eisenhower stwierdził później, że operacja Varsity była „jak dotąd najbardziej udaną operacją powietrznodesantową”.

### Dalsze anulowane operacje
Po zakończeniu operacji Varsity zaplanowano kilka operacji powietrznodesantowych dla dywizji będących pod kontrolą I Alianckiej Armii Powietrznodesantowej.
- Operacja Arena przewidywała lądowanie od sześciu do dziesięciu dywizji w tak zwanym „lotniku strategicznym” w regionie Kassel w północnych Niemczech, aby odebrać duże terytorium niemieckim obrońcom i zapewnić armiom alianckim miejsce do rozwinięcia ofensywy na Niemcy. Do operacji została wybrana 13, 17, 82 i 101 dywizje amerykańskie, a także brytyjska 6-ta i 1-sza[22]. Datę operacji wyznaczono na 1 maja po tym, ale wszelkie plany zostały odwołane 26 marca z powodu szybkiego postępu alianckich sił lądowych, który negował potrzebę przeprowadzenia operacji[23].
- Operacja Choker II miała być lądowaniem na wschodnim brzegu Renu w pobliżu Wormacji w Niemczech, przed którym dywizję dzieliły zaledwie dwie godziny od startu, zanim operacja została odwołana z powodu zajęcia przez alianckie siły lądowe przewidywanych lądowisk.
- Operacja Effective została zaplanowana, aby uniemożliwić Niemcom odwrót do terenów Alp w celu zapobieżenia powstaniu twierdzy ostatniego oporu, ale została anulowana, gdy wywiad wykazał, że taka twierdza nie istnieje[24].

## Struktura organizacyjna
- I Aliancka Armia Powietrznodesantowa
  -  XVIII Korpus Powietrznodesantowy
    -  13 Dywizja Powietrznodesantowa
    -  17 Dywizja Powietrznodesantowa
    -  82 Dywizja Powietrznodesantowa
    -  101 Dywizja Powietrznodesantowa

  -  I Korpus Powietrznodesantowy
    - 1 Dywizja Powietrznodesantowa
    - 6 Dywizja Powietrznodesantowa
    - 52 Dywizja Lowland (jednostki kwalifikujące się do transportu powietrznego)
    - Brygada SAS[25]
      - 1 Pułk SAS (brytyjski)
      - 2 Pułk SAS (brytyjski)
      - 3 Pułk SAS (francuski)
      - 4 Pułk SAS (francuski)
      - 5 Pułk SAS (belgijski)

    -  1 Samodzielna Brygada Spadochronowa

  -  IX Dowództwo Transportu Powietrznego
    -  50 Skrzydło Transportu Powietrznego
    -  52 Skrzydło Transportu Powietrznego
    -  53 Skrzydło Transportu Powietrznego

  - 38 Grupa RAF
  - 46 Grupa RAF